# Hydropsyche gemecika
Hydropsyche gemecika là một loài Trichoptera trong họ Hydropsychidae. Chúng phân bố ở miền Cổ bắc.